# پادرو
پادرو (به ایتالیایی: Padru}} یک کومونه در ایتالیا است که در استان البیا تمپیو واقع شده‌است.

## خصوصیات
پادرو ۱۳۰٫۲ کیلومترمربع مساحت و ۲٬۱۰۷ نفر جمعیت دارد و ۱۶۰ متر بالاتر از سطح دریا واقع شده‌است.